# Mambaí
Mambaí là một đô thị thuộc bang Goiás, Brasil. Đô thị này có diện tích 859,555 km², dân số năm 2007 là 5199 người, mật độ 6,4 người/km².